# Hypseleotris kimberleyensis
Hypseleotris kimberleyensis är en fiskart som beskrevs av Douglass Fielding Hoese och Allen 1982. Hypseleotris kimberleyensis ingår i släktet Hypseleotris och familjen Eleotridae. IUCN kategoriserar arten globalt som nära hotad. Inga underarter finns listade i Catalogue of Life.